# Contrat collectif
 (mai 2011).
Un contrat collectif est un contrat d’assurance de personnes passé entre un organisme assureur et une entreprise. Il est collectif car les clauses du dit contrat concernent tout ou partie du personnel employé par l’entreprise. Le contrat collectif organise la protection sociale complémentaire du salarié, à savoir la retraite complémentaire, la couverture en cas de maladie, d’incapacité de travail, de décès, l'épargne salariale.
L'adhésion au contrat collectif peut être obligatoire ou facultative pour les salariés de l'entreprise. 

## Acte fondateur du contrat collectif
Le contrat collectif peut résulter d’un accord de branche ou d’entreprise, d’un référendum ou d’une décision unilatérale de l’employeur.
- L’accord de branche ou d’entreprise (voir accords collectifs en France) est un acte juridique issu d'une négociation entre partenaires sociaux réalisée au niveau d’une branche professionnelle ou d’une entreprise. L’accord porte sur une partie spécifique de la vie de l’entreprise et de ses salariés. Son objet est plus succinct que la convention collective professionnelle. Il peut notamment porter sur la prévoyance ou la complémentaire santé.
- Le référendum est la consultation directe du personnel. Il est organisé par l’entreprise de la même manière que les opérations électorales classiques (cf élections délégués du personnel) en matière de délai et d’affichage. Le vote est à bulletin secret. Les votants se prononcent sur un projet écrit, ayant recueilli l’avis du Comité d’entreprise. Le projet doit être diffusé à l’ensemble du personnel et être extrêmement précis dans la description de la nature et du niveau des prestations, des cotisations, etc. Pour être adopté, le référendum doit être ratifié par la majorité des salariés concernés.
- La décision unilatérale de l’employeur

Lorsque l’employeur décide, unilatéralement, de mettre en place un contrat collectif, il doit en informer par écrit tous les salariés concernés. Une liste d’émargement peut être constituée. La décision doit être rédigée de façon aussi complète qu’un accord collectif ou qu’un accord acté par référendum.

## Résiliation du contrat individuel
- L'adhésion au contrat collectif obligatoire de l'entreprise permet de résilier le contrat individuel d'assurance santé.
- Il faut adresser une lettre recommandée avec accusé de réception, avec un justificatif prouvant que vous devez adhérer à un contrat santé collectif, dès la date du début de votre contrat à l'opérateur qui gère votre contrat individuel.
- Votre contrat individuel prend fin à la date d'adhésion au contrat collectif obligatoire.

## Maintien du contrat collectif en cas de licenciement
Les salariés licenciés peuvent, sous certaines conditions, continuer à bénéficier des garanties santé et prévoyance du contrat collectif de l’entreprise dans le cadre du dispositif dit de "portabilité des droits". Ce mécanisme, créé par l’article 14 de l’ANI (Accord National Interprofessionnel) du 11 janvier 2008 et modifié par un autre Accord National Interprofessionnel du 11 janvier 2013, acquiert une valeur légale par la loi du 14 juin 2013. Il est désormais codifié à l'article L.911-8 du Code de la Sécurité sociale.
Personnes concernées
- les salariés affiliés au régime de prévoyance et/ ou de santé au moment de la rupture du contrat de travail ;
- leurs ayants droit garantis par le contrat collectif au moment de la rupture du contrat de travail, ainsi que ceux déclarés pendant la période de maintien ;
- la cessation du contrat de travail ne doit pas être consécutive à une faute lourde;
- la cessation du contrat de travail doit ouvrir droit à prise en charge par le régime d'assurance chômage.

Durée de la portabilité
Le maintien des garanties est applicable à compter de la date de cessation du contrat de travail et pendant une durée égale à la période d'indemnisation du chômage, dans la limite de la durée du dernier contrat de travail ou, le cas échéant, des derniers contrats de travail lorsqu'ils sont consécutifs chez le même employeur. Cette durée est appréciée en mois, le cas échéant arrondie au nombre supérieur, sans pouvoir excéder douze mois (article L.911-8 Code de la sécurité sociale).

## Éléments du contrat
Apparaissent dans le contrat les mêmes éléments que ceux prévus dans l'acte fondateur, à savoir :
- définition de la ou des catégories de salariés affiliés à la ou aux couvertures ;
- fixation du taux de cotisation ou détermination de son montant ;
- répartition de la prise en charge de la cotisation entre la part employeur et la part salariale ;
- indication du ou des risques couverts ;
- pour chaque garantie, détermination du mode de calcul des prestations et des conditions d’ouverture de droits ;
- indication claire de toute limitation de garantie : périodes de franchises, exclusions, etc. ;
- date à partir de laquelle les salariés bénéficient des garanties ;
- modalités de revalorisation des prestations (indemnités journalières, rentes d’invalidité, de conjoint ou d’éducation) ;
- indication des conditions et modalités de maintien à titre individuel des garanties[3];
- indication ou non de maintiens individuels de garanties en cas de résiliation ou de non-renouvellement du contrat[4] voir la loi du 31 décembre 1989, dite loi Evin – article 5);
- modalités selon lesquelles les prestations continuent d’être servies pour les risques réalisés avant que l’accord ou la décision unilatérale ait cessé de produire effet.

## Les exonérations fiscales et sociales
Le contrat collectif, lorsque l'adhésion des salariés (et le cas échéant de ses ayants droit) est obligatoire, bénéficie sous conditions d’une exonération de cotisations sociales pour l’employeur et d’une déductibilité fiscale pour le salarié.
Les conditions sont les suivantes :
- le contrat a été créé par un accord collectif ou conventionnel, un accord d’entreprise, un référendum ou une décision unilatérale de l’employeur ;
- il est collectif et obligatoire ;
- l’employeur participe effectivement au paiement des cotisations ;
- les prestations sont versées par un organisme assureur visé par l'article 1 de la loi no 89-1009 du 31 décembre 1989, c'est-à-dire une institution de prévoyance, une mutuelle ou une société d’assurance ;
- les prestations sont complémentaires à celles de la Sécurité sociale (maladie, incapacité de travail, invalidité, décès, dépendance, retraite);
- lorsque le contrat a pour objet le remboursement complémentaires de frais de soins de santé, il doit respecter les critères du contrat responsable.

Les exonérations fiscales et sociales sont plafonnées.
Elles sont différentes selon qu'il s'agit d'un contrat couvrant la prévoyance et la santé (maladie, incapacité de travail, invalidité, décès, dépendance) ou un contrat de retraite supplémentaire.

### Prévoyance/santé
Exonération de l’employeur
La contribution de l’employeur est exonérée jusqu’à 6 % du plafond de la Sécurité Sociale (PASS) pour chaque salarié, plus 1,5 % de la rémunération annuelle brute de celui-ci ; le total ne pouvant dépasser 12 % du PASS.
En revanche, la contribution de l’employeur est soumise à la CSG, à la CRDS et à une taxe additionnelle de 8 % pour les entreprises de plus de 9 salariés.
Déduction fiscale pour le salarié
La part salariale de la cotisation est déductible du revenu imposable du salarié dans la limite de 7 % du PASS plus 3 % de la rémunération brute annuelle ; le total du montant déductible ne pouvant excéder 24 % du PASS.
Cas particulier de la santé
Ces conditions sont appliquées au contrat complémentaire santé à condition qu'il respecte les conditions du contrat responsable (cf complémentaire santé).
Rapport Cour des comptes 2011
Un rapport publié en septembre 2011 par la Cour des comptes estime que les aides sociales et fiscales aux complémentaires santé sont coûteuses. il vise particulièrement les contrats collectifs d’entreprise.
Les employeurs et les salariés bénéficient de 4,3 Mds d’euros d’aides par an (exemptions de contributions sociales, exonération d’impôt sur le revenu et réduction de taxes).
- La généralisation de la complémentaire santé

L'accord national interprofessionnel du 11 janvier 2013 pour un nouveau modèle économique et social au service de la compétitivité des entreprises et de la sécurisation de l'emploi et des parcours professionnels des salariés prévoit la généralisation du droit à la complémentaire santé et à la prévoyance avant le 1er janvier 2016 (articles 1 et 2).
Depuis la loi du 14 juin 2013, cette obligation a valeur légale (article L.911-7 du code de la sécurité sociale).
L'employeur devra prendre en charge au minimum 50 % de la cotisation.

### Retraite supplémentaire
Exonération de l’employeur
La cotisation de l'employeur est exonérée à hauteur du montant le plus élevé des deux limites :
- 5 % du PASS
- 5 % de la rémunération annuelle brute dans la limite de 5 PASS

L'employeur s'acquitte un forfait sociale de 20 % sur sa part de cotisation.
Déduction fiscale du salarié
La cotisation salariale est déductible du revenu imposable du salarié dans la limite de 8 % du PASS et ne peut excéder 8 PASS
L'ensemble des cotisations (patronale + salariale) est soumis à la CSG et à la CRDS.

## La gestion du contrat
- Elle est confiée soit à un organisme assureur (institution de prévoyance, mutuelle ou société d’assurances), soit à un organisme spécialisé (appelé centre de gestion ou gestionnaire délégué).
- Dans l’accord et/ou la décision unilatérale, il est en général précisé les critères de choix de l’organisme assureur ainsi que la périodicité de révision de l’accord et du contrat qui en résulte.

## le contrôle des opérateurs
- Depuis mars 2010, les activités des trois familles d'assureurs sont contrôlées par un organisme spécifique, l'Autorité de contrôle prudentiel (et de résolutionACP), R issu de la fusion de la Commission bancaire et de l'Autorité de contrôle des assurances et des mutuelles (ACAM).